# Brienno
Brienno (lombardul: Brienn) település Olaszországban, Lombardia régióban, Como megyében. Lakosainak száma 334 fő (2023. január 1.). Brienno Argegno, Carate Urio, Laglio, Nesso és Schignano községekkel határos.

## Népesség
A település népességének változása:
| Lakosok száma | 341  | 335  | 334  |
|               | 2017 | 2018 | 2023 |